# Estación de Lamarck - Caulaincourt
La  estación de Lamarck - Caulaincourt es una estación de la línea 12 del metro de París situada en el XVIII Distrito, al norte de la ciudad.

## Historia
La estación fue inaugurada el 31 de octubre de 1912 en una de las sucesivas ampliaciones de la línea A de la Compañía Nord-Sud, actual línea 12, hacia el norte. 
Aunque inicialmente se preveía llamarla Pecqueur, por su cercanía con la plaza Constantin-Pecqueur, se optó por el nombre de Lamarck dado que la entrada de la estación esta a escasos metros de la calle Lamarck dedicada al naturalista francés Jean-Baptiste Lamarck. Posteriormente, pasó a llamarse Lamarck (Caulaincourt), ya que la calle Caulaincourt que debe su nombre al militar y diplomático francés Armand Augustin Louis de Caulaincourt, también se encuentra muy cerca de la estación. Finalmente, Caulaincourt dejó de ser un simple añadido al nombre para formar parte de la denominación oficial. Sin embargo, en los andenes, solo aparece el nombre de Lamarck.

## Descripción
Está compuesta de dos vías y de dos andenes laterales curvados de 75 metros. 
Está diseñada en bóveda elíptica revestida completamente de los clásicos azulejos blancos biselados. Renovada recientemente, la estación ha recuperado la decoración habitual de las estaciones de la compañía Nord-Sud, la creadora de la línea con tramos de color marrón adornando la bóveda, el zócalo y los paneles publicitarios. 
La señalización es también de estilo Nord-Sud. Se caracteriza por su gran tamaño, donde el nombre de la estación se realiza combinando mosaicos blancos y azules enmarcados por un trazo de color marrón. 
Su iluminación, como muchas estaciones de la línea 12, sigue el estilo New Neons. Emplea delgadas estructuras circulares, en forma de cilindro, que recorren los andenes proyectando la luz tanto hacia arriba como hacia abajo. Finos cables metálicos dispuestos en uve sostienen a cierta distancia de la bóveda todo el conjunto
Por último, los escasos asientos de la estación son los modernos Coquille o Smiley, unos asientos en forma de cuenco inclinado para que parte del mismo pueda usarse como respaldo y que poseen un hueco en la base en forma de sonrisa. 

## Acceso
La estación solo dispone de un peculiar acceso situado entre dos escaleras a los pies de Montmartre en la calle Pierre-Dac. Una vez dentro, un ascensor o unas escaleras de caracol permite descender los 25 metros que separan la superficie de la estación. 